# Bartolomeus van Roijen

Wappen von Bartholomeus van Roijen

Bartolomeus van Roijen (* 4. August 1965 in Diemen, Niederlande) ist ein kanadischer Geistlicher niederländischer Abstammung und römisch-katholischer Bischof von Corner Brook und Labrador.

## Leben
Bartolomeus van Roijen kam im Alter von acht Jahren mit seiner Familie nach Kanada. Am 25. April 1997 empfing er das Sakrament der Priesterweihe und wurde im Bistum Nelson inkardiniert.
Am 7. Oktober 2019 ernannte ihn Papst Franziskus zum Bischof von Corner Brook und Labrador.